# ノースウェストリーグ
ノースウェストリーグ（Northwest League）は、、アメリカ合衆国北西部とカナダ西部を拠点とするマイナーリーグ（MiLB）のプロ野球リーグ。メジャーリーグ（MLB）の3つ下のハイA（A+）級に属する。

## 歴史
1955年設立。1966年からはショートシーズンA級に所属していた。
1983年以降は8チームでリーグ戦を行っていた。
2020年シーズンは、新型コロナウイルスの感染拡大の影響で開催中止となった。
2021年シーズン開幕前行われたマイナーリーグの改編に伴い、球団数が6球団に縮小、格付けがA+級に昇格するとともに、リーグ名が「ハイAウエスト」（High-A West）に変更となった。
2022年よりリーグ名が元の「ノースウェストリーグ」に戻された。

## 所属チーム
| チーム                                           | MLB提携チーム                  | 創設年 | 本拠地                                                                                  |
| ------------------------------------------------ | ------------------------------ | ------ | --------------------------------------------------------------------------------------- |
| ユージーン・エメラルズ Eugene Emeralds           | サンフランシスコ・ジャイアンツ | 1955年 | アメリカ合衆国オレゴン州レーン郡ユージーン PVパーク                                     |
| エバレット・アクアソックス Everett AquaSox       | シアトル・マリナーズ           | 1995年 | アメリカ合衆国ワシントン州スノホミッシュ郡エバレット エベレット・メモリアル・スタジアム |
| ヒルズボロ・ホップス Hillsboro Hops              | アリゾナ・ダイヤモンドバックス | 2013年 | アメリカ合衆国オレゴン州ワシントン郡ヒルズボロ ロン・トンキン・フィールド               |
| スポケーン・インディアンス Spokane Indians       | コロラド・ロッキーズ           | 1898年 | アメリカ合衆国ワシントン州スポケーン郡スポケーンバレー アビスタ・スタジアム             |
| トリシティ・ダストデビルズ Tri-City Dust Devils  | ロサンゼルス・エンゼルス       | 2001年 | アメリカ合衆国ワシントン州フランクリン郡パスコ ジェサ・スタジアム                       |
| バンクーバー・カナディアンズ Vancouver Canadians | トロント・ブルージェイズ       | 2000年 | カナダブリティッシュコロンビア州バンクーバー ナットベイリー・スタジアム                 |